# Ібраїма Конте
Ібраїма Конте (фр. Ibrahima Conté, нар. 3 квітня 1991, Конакрі) — гвінейський футболіст, півзахисник бельгійського «Остенде» і національної збірної Гвінеї.

## Клубна кар'єра
У дорослому футболі дебютував 2009 року виступами на батьківщині за команду клубу «Фелло Стар». Того ж року перебрався до Бельгії, уклавши контракт з «Гентом». Відіграв за команду з Гента наступні три з половиною сезони своєї ігрової кар'єри, причому з 2010 року виходив на поле досить регулярно.
На початку 2013 року був орендований клубом «Зюлте-Варегем», який влітку того ж року викупив контракт гвінейця. Більшість часу, проведеного у складі «Зюлте-Варегем», був основним гравцем команди.
До складу клубу «Андерлехт» приєднався 1 вересня 2014 року.

## Виступи за збірну
2010 року дебютував в офіційних матчах у складі національної збірної Гвінеї. Наразі провів у формі головної команди країни 37 матчів, забивши 2 голи.
У складі збірної був учасником Кубка африканських націй 2015 року в Екваторіальній Гвінеї, на якому гвінейці вибули з боротьбі на стадії чвертьфіналів.